# Вучитрнски санџак
Вучитрнски санџак (тур. Vulçitrin sancağı; алб. Sanxhaku i Vuçiternës/Vushtrrisë) био је санџак (административна јединица) Османског царства, са седиштем у Вучитрну. Установљен је 1455. године у време коначног османског запоседања јужних делова Српске деспотовине. До оснивања је дошло путем поделе дотадашњег Вуковог вилајета (првобитна оманска административна јединица) на два санџака: Вучитрнски (за област Косова) и Призренски (за област Метохије). Од свог оснивања, Вучитрнски санџак је био у саставу Румелијског пашалука. Током 18. века, међу градским насељима на подручју овог санџака најбрже се развијала Приштина, тако да су вучитрнски санџак-бегови већ тада често боравили у том граду. Средином 19. века, извршено је неколико узастопних административних реформи, током којих је целокупно подручје Вучитрнског санџака укључено у састав проширеног Призренског санџака (1872), а потом је на простору некадашњег Вучитрнског основан нови Приштински санџак, који је 1877. године укључен у састав Косовског вилајета.